# Richard-Lenoir
Richard-Lenoir – stacja linii nr 5 metra  w Paryżu. Stacja znajduje się w 11. dzielnicy Paryża.  Została otwarta 17 grudnia 1906 r.